# Jon Brower Minnoch
Jon Brower Minnoch (født 29. september 1941, død 10. september 1983) var en amerikansk mand, der blev optaget i Guinness Rekordbog som verdens tungeste mand nogensinde.
Minnoch blev indlagt på University Hospital Seattle i USA i marts 1978. Dr. Robert Schwartz på hospitalet fandt ud af, at hans patient vejede 635 kg. Konen Jeanette vejede 50 kg, som gør de to til ægteparret, med den største vægtforskel nogensinde, med en forskel på ca. 585 kg.